# West Arkeen
Aaron West Arkeen (Neuilly-sur-Seine, 1960. június 18. – Los Angeles, Kalifornia, 1997. május 30.) ismertebb nevén West Arkeen amerikai zenész, egyben a Guns N’ Roses együttes néhány dalának szövegírója volt.

## Biográfia
Franciaországban született, később San Diegóba költözött és 14 évesen kezdett gitározni. Miután csupán egy gitárleckét vett, abbahagyta és egyedül tanult tovább. Több száz órát töltött metronóm gyakorlásával, majd 21 évesen Los Angelesbe költözött, hogy bekerüljön a zeneiparba.
Több évnyi küzdelem után megismerkedett egy profi zenészekből álló bandával, ami később a Guns N’ Roses lett. Társíróként részt vett az olyan Guns N' Roses dalok megalkotásában mint az "It’s So Easy", "Crash Diet", "Bad Obsession", "The Garden" és a "Yesterdays". Továbbá ő írta a "Make Your Play" és a "Pressure" című Brother Crane dalok szövegét is, társíróként részt vett a Phantom Blue együttes "My Misery" dalában.
Miután a Guns N' Roses Use Your Illusion I és az Use Your Illusion II dupla albumán dolgozott, 1995-ben elkezdte a saját projektét, ami a The Outpatience nevet kapta. A band tagjai Mike Shotton énekes, James Hunting basszeres, Joey Hunting gitáros, Abe Laboriel Jr. dobos és Gregg Buchwalter billentyűs voltak. A banda 1996-ban adta ki az Anxious Disease bemutatkozó albumát, amelyen Axl Rose, Slash és Duff McKagan is megjelent közreműködőként (Rose a háttérben énekel a címadó dalban), Izzy Stradlin pedig társíróként szerepelt, egy régi barátja James "Jimbo" Estrella a "Heart Again"-ben, valamint a "L.O.V.E" című dalban is énekel, utóbbit társszerzőként is jegyzi.
Izzy Stradlin és Duff McKagan közeli barátai voltak Arkeen-nek. A trió a The Drunkfuxs nevű mellék-projektben zenélt együtt; Arkeen pedig két dalt írt McKagan Believe In Me című szólólemezére.

## Halála
1997. május 30-án West-et holtan találták Los Angeles-i házában. A menedzsmentje szerint Arkeen véletlen ópium túladagolásban halt meg, mivel otthon tartózkodott, hogy kiheverje súlyos égési sérüléseit, amit akkor szerzett, mikor szobai barbecue-sütője felrobbant. West hazament a kórház intenzív-osztályáról, ahol kezelték 11 nappal a halála előtt. 36 éves volt.
A Guns N' Roses Live Era: ’87–’93 című élő-felvételeket tartalmazó albumát részben az ő emlékére dedikálták.